# Alexander Nevskijs kyrka, Baltym
Alexander Nevskijs kyrka (ryska: Храм Александра Невского; translitteration: Hram Aleksandra Nevskogo) är en rysk-ortodox kyrkobyggnad belägen i byn Baltym, i Sverdlovsk oblast, i Ryssland.
Kyrkan är helgad åt Sankt Alexander Nevskij och tillhör Jekaterinburgs stift.

## Historik
Alexander Nevskijs kyrka i Baltym byggdes år 2005 och invigdes den 22 oktober samma år.